# Tetratheca decora
Tetratheca decora är en tvåhjärtbladig växtart som beskrevs av J. Thompson. Tetratheca decora ingår i släktet Tetratheca och familjen Elaeocarpaceae. Inga underarter finns listade i Catalogue of Life.